# Bråstad Station
Bråstad Station (Bråstad stasjon eller Bråstad stoppested) er en jernbanestation på Arendalsbanen, der ligger i Arendal kommune i Norge. Stationen består af et spor og en kort perron med et læskur i rødmalet træ.
Stationen åbnede som holdeplads 23. november 1908 sammen med den første del af Arendalsbanen fra Arendal til Froland. Til at begynde med hed den Braastad, men stavemåden blev ændret til Bråstad i april 1921. Stationen blev gjort ubemandet 15. maj 1928, og i januar 1976 blev den nedgraderet til trinbræt. Stationsbygningen, der var opført efter tegninger af Paul Armin Due, blev revet ned i 1982.